# Saint Maurice (Louisiane)
Pour les articles homonymes, voir Saint Maurice.
Saint Maurice est une census-designated place de la paroisse de Winn, en Louisiane, aux États-Unis. 